# (35266) 1996 PC4
1996 PC4 (asteroide 35266) é um asteroide da cintura principal. Possui uma excentricidade de 0.14361790 e uma inclinação de 6.79182º.
Este asteroide foi descoberto no dia 9 de agosto de 1996 por NEAT em Haleakala.